# 하기야마역
하기야마역(일본어: 萩山駅, はぎやまえき)은 일본 도쿄도 히가시무라야마시에 있는에 있는 철도역이다.
세이부 철도 하이지마 선 및 다마코 선의 열차가 정차한다.

## 타는 곳
| ↑ 고다이라, 오메 가도 |
| 3 \| 21 \|            |
| 오가와, 야사카 ↓      |

| 1 | ■ 다마코 선   | 고쿠분지 방면 세이부 유원지 방면                                         |
| 2 | ■ 하이지마 선 | 다마가와조스이·하이지마 방면                                             |
| 2 | ■ 다마코 선   | 세이부 유원지 방면                                                       |
| 3 | ■ 하이지마 선 | 고다이라· 신주쿠 선으로 직결 운행 다나시·다카다노바바·세이부 신주쿠 방면 |
| 3 | ■ 다마코 선   | 고쿠분지 방면                                                            |

## 역세권 정보
- 남쪽 출입구 (南口)
  - 도쿄 도립 하기야마 실무학교
- 북쪽 출입구 (北口)

## 역사
- 1928년 4월 6일 : 개업.
- 1958년 9월 16일 : 지금의 위치로 이전.

## 사진

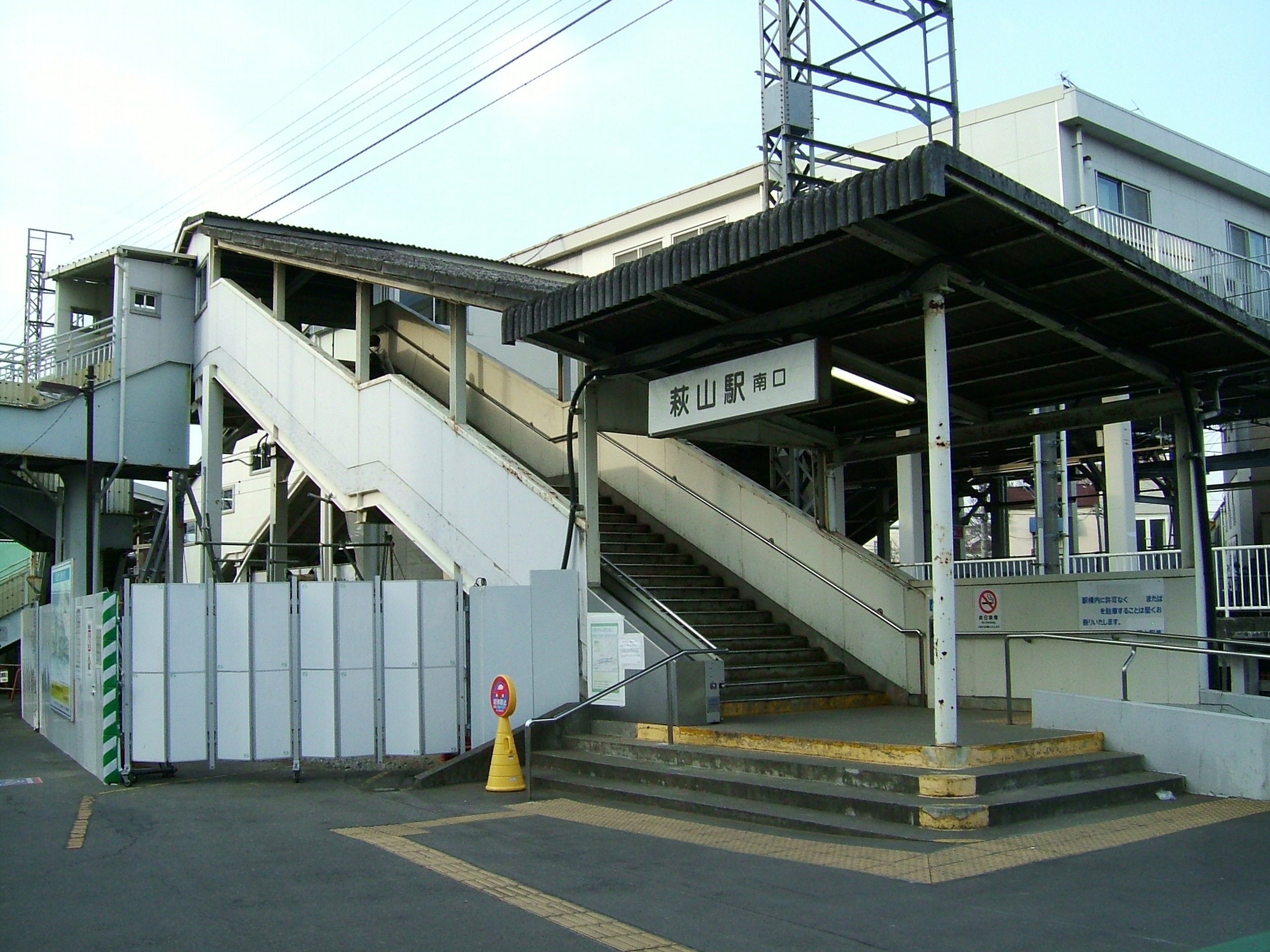
남쪽 모습

## 인접역
| 세이부 철도■하이지마 선     | 세이부 철도■하이지마 선 | 세이부 철도■하이지마 선   |
| --------------------------- | ----------------------- | ------------------------- |
| 고다이라 세이부 신주쿠 방면 | ■급행, ■준급, ■보통     | 오가와 하이지마 방면      |
| 고다이라 방면               | ■보통 (다마코 선 직결)  | 야사카 세이부 유원지 방면 |

| 세이부 철도■다마코 선   | 세이부 철도■다마코 선 | 세이부 철도■다마코 선     |
| ----------------------- | --------------------- | ------------------------- |
| 오메 가도 고쿠분지 방면 | ■보통                 | 야사카 세이부 유원지 방면 |